# Parlamento Nacional de Timor-Leste
O Parlamento Nacional (tetúm; Parlamentu Nasionál) é a legislatura unicameral de Timor-Leste. Fundado em 2001, como Assembleia Nacional Constituinte, enquanto o país estava sob supervisão das Nações Unidas, mudando seu nome para "Parlamento" após a independência em 20 de maio de 2002.

## Estrutura

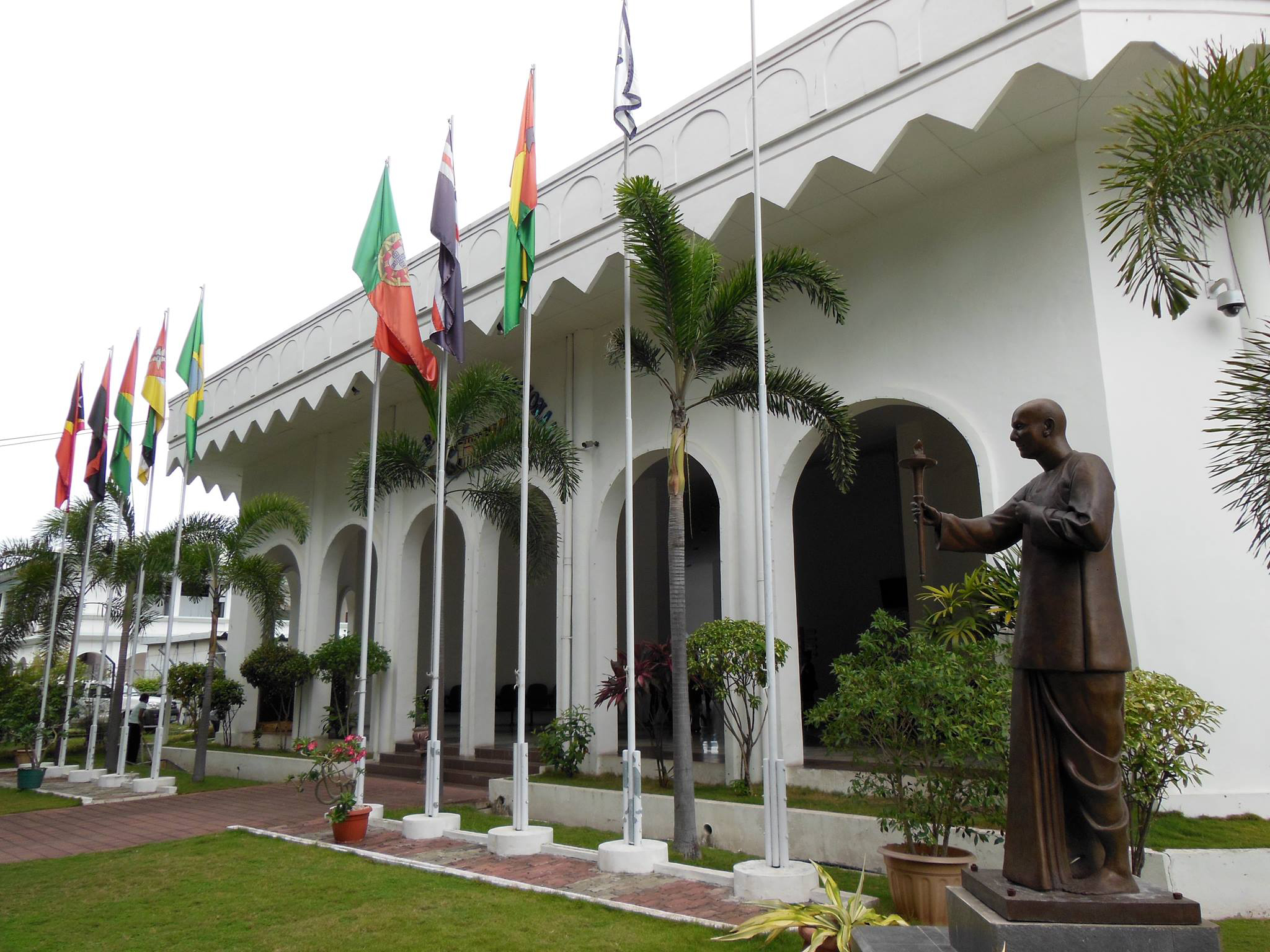
Parlamento Nacional

O Parlamento contém 65 membros eleitos para mandatos de 5 anos através de votação proporcional a lista partidária. Os três principais componentes do governo timorense são o Parlamento Nacional, o primeiro-ministro e o presidente. 

### Presidente
O presidente é eleito em um pleito separado do parlamento, e sua função é a de chefe de Estado. Eles podem rejeitar certas legislações, mas seu papel é limitado pela Constituição. O atual Presidente, a partir de 20 de maio de 2017, é Francisco Guterres, que também já serviu como presidente do Parlamento Nacional entre 2002 e 2007. 

### Primeiro-ministro
O Presidente nomeia o Primeiro-Ministro, mas espera-se que o Presidente escolha o líder escolhido pelo maior partido ou coligação. Essencialmente, se nenhum partido for capaz de formar a maioria por direito próprio, todos os membros do parlamento subsequentemente elegem o chefe do governo. O primeiro-ministro exerce as funções de chefe de governo. O atual primeiro-ministro, em 22 de junho de 2018, é Taur Matan Ruak que já serviu como presidente da República entre 2012 e 2017. 

## Eleição
As eleições são realizadas a cada 5 anos usando um sistema de votação de representação proporcional de lista partidária para eleger 65 membros para a Assembleia Nacional. A votação é voluntária para todos os cidadãos timorenses com mais de 17 anos. Houve cinco eleições para o parlamento em Timor-Leste: 2001, 2007, 2012, 2017 e 2018. 

## Membro atuais
O 5º Parlamento Nacional de Timor-Leste consiste atualmente de 65 membros eleitos nas eleições de 2018 . 34 membros são da Aliança para a Mudança e o Progresso ( CNRT - PLP - KHUNTO ), 23 são da Fretilin, 5 são do Partido Democrático (PD) e 3 são do Fórum de Desenvolvimento Democrático (PUDD– UDT - FM –PDN). Cada um desses MPs servirá por um mandato de 5 anos, que começou em junho de 2018. 

## Lista de presidentes
A Casa legislativa de Timor Leste tem a seguinte lista de políticos que exerceram e ou exercem a presidência do Parlamento Nacional da Republica Democrática de Timor-Leste
| #   | Retrato | Nome                        | Início do Mandato     | Fim do Mandato        | Partido             |
| --- | ------- | --------------------------- | --------------------- | --------------------- | ------------------- |
| 1   |         | Francisco Guterres          | 20 de maio de 2002    | 31 de julho de 2007   | FRETLIN             |
| 2   |         | Fernando 'Lasama' de Araújo | 8 de agosto de 2007   | 30 de julho de 2012   | Partido Democrático |
| 3   |         | Vicente Guterres            | 30 de julho de 2012   | 5 de maio de 2016     | CNRT                |
| 4   |         | Adérito Hugo da Costa       | 5 de maio de 2016     | 5 de setembro de 2017 | CNRT                |
| 5   |         | Aniceto Guterres Lopes      | 5 de setembro de 2017 | 5 de abril de 2018    | FRETLIN             |
| 6   |         | Arão Noé da Costa Amaral    | 5 de abril de 2018    | 19 de maio de 2020    | CNRT                |
| (5) |         | Aniceto Guterres Lopes      | 20 de maio de 2020    | Presente              | FRETLIN             |